# Mięśniakomięsak prążkowanokomórkowy
Mięśniakomięsak prążkowanokomórkowy (łac. rhabdomyosarcoma, z gr. ραβδομυοσάρκωμα, ang. rhabdomyosarcoma, RMS) – nowotwór złośliwy tkanek miękkich wywodzący się z komórek mezenchymalnych, występujący przede wszystkim u dzieci. RMS stanowią około 50% wszystkich mięsaków tkanek miękkich i około 10% wszystkich pozaczaszkowych złośliwych guzów litych występujących u  dzieci], przez co zajmują trzecie miejsce pod względem częstości występowania po neuroblastomie i guzie Wilmsa.

## Epidemiologia
Jest stosunkowo rzadką formą nowotworu. Najczęściej występuje u dzieci w wieku 1-5 lat, ale był też wykrywany w wieku 15-19. Rzadko występuje u dorosłych.

## Etiologia
Większość RMS jest sporadyczna. Predyspozycję genetyczną do RMS stwierdza się u chorych z:
- zespołem Beckwitha-Wiedemanna
- zespołem Li-Fraumeniego

## Obraz histologiczny

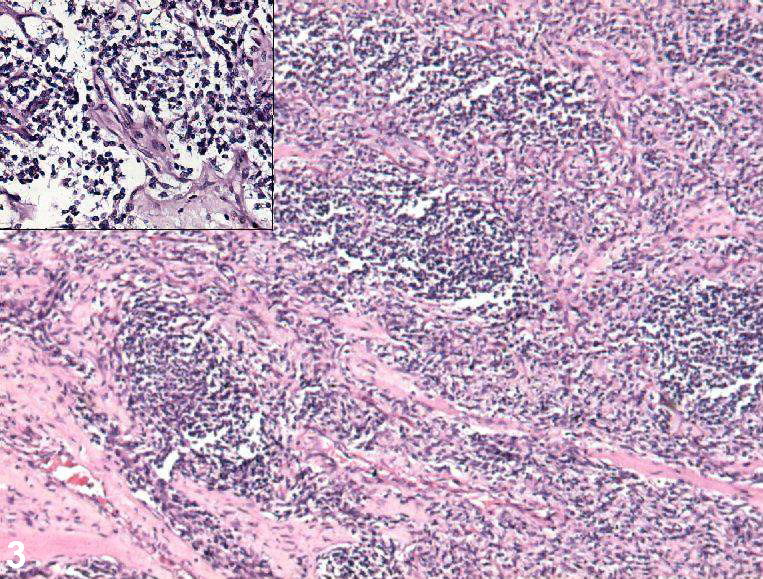
Typ pęcherzykowy RMS, obraz tkanki guza w barwieniu H-E i pod powiększeniem 50×; widać skupiska komórek guza porozdzielane bogatymi w hialinę przegrodami. Wstawka ukazuje obraz komórek pod powiększeniem 200×: komórki o utraconej kohezji, duże, z hiperchromatycznymi jądrami i skąpą cytoplazmą

Klasyfikacja WHO wyróżnia trzy główne typy RMS:
- typ zarodkowy (rhabdomyosarcoma embryonale, embryonal type) - najczęstszy typ (50-60%)
  - typ groniasty (rhabdomyosarcoma botryoides) - 6-10%
  - typ wrzecionowatokomórkowy (rhabdomyosarcoma fusocellulare)
- typ pęcherzykowy (rhabdomyosarcoma alveolare, alveolar type) - około 20%
- typ różnokształtnokomórkowy (rhabdomyosacoma pleomorphicum, pleomorphic type) - najrzadszy (około 2%)

## Objawy
Najczęstszym pierwszym objawem jest guz, niekiedy bolesny. Inne objawy RMS zależą od lokalizacji ogniska pierwotnego.
Oczodół
- opadanie powieki (zwężenie szpary powiekowej)
- wytrzeszcz
- zaburzenia widzenia
- zez

Ucho środkowe
- obrzęk
- objawy zajęcia obwodowego nerwów czaszkowych VII, VIII i innych
- objaw guza wewnątrzczaszkowego po zajętej stronie
- wyciek z ucha
- widoczne we wziernikowaniu ucha polipowate masy guza w przewodzie słuchowym zewnętrznym

Jama nosowo-gardłowa
- niedrożność nosa
- mowa nosowa
- krwawienia z nosa
- trudności w przełykaniu

Układ moczowo-płciowy
- widoczne groniaste masy guza wychodzące z przedsionka pochwy
- macalny przez powłoki brzuszne lub per rectum guz
- krwiomocz, krwinkomocz
- trudności w oddawaniu moczu
- nietrzymanie moczu
- zaparcia, nietrzymanie stolca
- krwawienia z dróg moczowo-płciowych

Tułów i kończyny
- widoczny guz

Objawy rozsiewu choroby
- bóle kostne
- zaburzenia oddychania
- objawy hiperkalcemii

## Diagnostyka
Rodzaj badań obrazowych zależy od lokalizacji ogniska pierwotnego. 
- TK
- MRI
- USG
- cystoureterografia w przypadku guzów dróg moczowych.
- scyntygrafia kośćca
- biopsja szpiku

## Staging według International Rhabdomyosarcoma Study Group (IRS)
- I - choroba ograniczona, bez przerzutów w regionalnych węzłach chłonnych, całkowita resekcja guza, radykalność zabiegu potwierdzona histopatologicznie
- II - choroba ograniczona lub pozostałości po resekcji guza w miejscu po resekcji
- III - choroba lokoregionalna, niecałkowita resekcja z pozostawieniem dużej masy guza lub stan po biopsji nieoperacyjnego guza
- IV - choroba uogólniona, przerzuty odległe do szpiku, płuc, wątroby, kośćca.

## Leczenie
Leczenie mięsaków tkanek miękkich jest skojarzone i obejmuje chemioterapię, resekcję guza i (lub) radioterapię.

## Rokowanie
Rokowanie w RMS zależy od typu histopatologicznego guza i pierwotnej lokalizacji. Dobrze rokują RMS embryonale i RMS bothryoides, korzystne lokalizacje to głowa i szyja (z wyłączeniem lokalizacji okołooponowej), okolica okołojądrowa i tułów. Najgorzej rokujące lokalizacje to okolica okołooponowa, kończyny i gruczoł krokowy.

## Klasyfikacja ICD10
| kod ICD10     | nazwa choroby                                                                                   |
| ------------- | ----------------------------------------------------------------------------------------------- |
| ICD-10: C49   | Nowotwór złośliwy tkanki łącznej i innych tkanek miękkich                                       |
| ICD-10: C49.0 | Tkanka łączna i inne tkanki miękkie głowy, twarzy i szyi                                        |
| ICD-10: C49.1 | Tkanka łączna i inne tkanki miękkie kończyny górnej, łącznie z barkiem                          |
| ICD-10: C49.2 | Tkanka łączna i inne tkanki miękkie kończyny dolnej, łącznie z biodrem                          |
| ICD-10: C49.3 | Tkanka łączna i inne tkanki miękkie klatki piersiowej                                           |
| ICD-10: C49.4 | Tkanka łączna i inne tkanki miękkie brzucha                                                     |
| ICD-10: C49.5 | Tkanka łączna i inne tkanki miękkie miednicy                                                    |
| ICD-10: C49.6 | Tkanka łączna i inne tkanki miękkie tułowia, umiejscowienie nieokreślone                        |
| ICD-10: C49.8 | Zmiana przekraczająca granice jednego umiejscowienia w obrębie tkanki łącznej i tkanek miękkich |
| ICD-10: C49.9 | Tkanka łączna i inne tkanki miękkie, umiejscowienie nieokreślone                                |